# Pertusaria tropica
Pertusaria tropica är en lavart som beskrevs av Vain. Pertusaria tropica ingår i släktet Pertusaria och familjen Pertusariaceae.   Inga underarter finns listade i Catalogue of Life.